# Seine River (Rainy Lake)
Seine River ist ein Fluss im Westen der kanadischen Provinz Ontario nahe der Grenze zum US-Bundesstaat Minnesota.
Er hat eine Länge von 240 km und fließt vom Lac des Mille Lacs in westlicher Richtung durch die Distrikte Thunder Bay, Rainy River und Kenora zum Rainy Lake. Der Fluss bildete in den Zeiten des Pelzhandels eine wichtige Transportroute. Ende des 19. Jahrhunderts wurde am Fluss Gold entdeckt. In der Flussregion werden verschiedene Bodenschätze abgebaut. Der Seine River dient auch Freizeitaktivitäten wie Kanu- und Kajakfahren. Der Fluss wurde nach dem gleichnamigen Fluss durch Paris in Frankreich benannt.

## Flussumleitung
Im Jahre 1943 wurde ein Abschnitt des Seine River nördlich von Atikokan umgeleitet, so dass eine Eisenerzlagerstätte unter dem davor vom Fluss durchflossenen See Steep Rock Lake für deren Ausbeutung zugänglich wurde. Der Fluss verläuft nun vom Marmion Lake zum Finlayson Lake und von dort in südwestlicher Richtung über Little Falls Lake und Modred Lake zum alten Flussbett. Die Mine ist heute nicht mehr in Betrieb.

## Wasserkraftwerke
An der Flussumleitung unterhalb des Little Falls Lake befindet sich das von Brookfield betriebene Valerie Falls-Wasserkraftwerk.
Weiter stromabwärts betreibt AbitibiBowater zwei Wasserkraftwerke mit jeweils 2 vertikalen Francis-Turbinen: Calm Lake und Sturgeon Falls (120 km und 90 km östlich der Stadt Fort Frances).
Die Wasserkraftwerke in Abstromrichtung:
| Name           | Fertig- stellung | Leistung [MW] | Anzahl Turbinen | hydraul. Potential [m] | Betreiber      |
| -------------- | ---------------- | ------------- | --------------- | ---------------------- | -------------- |
| Valerie Falls  | 1994             | 10            | n/a             | n/a                    | Brookfield     |
| Calm Lake      | 1928/2006        | 9,4           | 2               | 24                     | AbitibiBowater |
| Sturgeon Falls | 1927/2004        | 7             | 2               | 20                     | AbitibiBowater |